# Ticinum
Ticinum (en grec antic Τίκινον) era una ciutat de la Gàl·lia Transpadana, a la riba del riu Ticinus, del que prenia el nom, prop de la unió amb el Padus (Po). Avui es diu Pavia i no té restes de la ciutat antiga (només s'han trobat alguns sarcòfags i algunes inscripcions).
Segons Plini el Vell la van fundar les tribus dels laevi i maricis en el període de les primeres migracions dels gals a aquesta part d'Itàlia. Però la ciutat no s'esmenta en cap moment durant les operacions d'Escipió Africà Major contra Hanníbal l'any 218 aC, tot i que devia travessar el riu Ticinus vora el lloc on hi havia la ciutat. Dominada pels romans va arribar a municipi durant la república, però sense cap paper rellevant. Claudi Ptolemeu diu que era una ciutat dels ínsubres que tenien la frontera al Ticinus. Al morir Drus el Vell, el pare de Germànic Cèsar, el futur emperador Octavi (August) va anar fins a la ciutat per afegir-se a la processó funerària, segons diu Tàcit. L'any 69, any dels quatre emperadors, s'esmenta amb relació a les lluites civils per la seva posició estratègica entre Placentia i la Via Emília. Les forces de Vitel·li es van amotinar contra ell a la ciutat. Claudi II el Gòtic es va proclamar allí emperador, quan era el comandant de la guarnició de la ciutat. A Ticinum també, l'emperador Constanci II va adoptar al seu nebot Julià i el va fer cèsar. Sota l'Imperi era un municipium, i va tenir gran importància per la seva situació a la prolongació de la Via Emília que portava des d'allí fins a Mediolanum, que s'havia convertit en la segona ciutat d'Itàlia, a través dels Alps, segons l'Itinerari d'Antoní.
El 271, l'emperador Aurelià va derrotar un exèrcit en retirada de Iutungs a la batalla de Ticinum. Ticinum va ser el lloc d'una seca, transferida de Mediolanum per Luci Domici Aurelià el 275, que va romandre activa fins que va ser tancada per Constantí el Gran el 326.
L'any 452 Àtila la va ocupar i la va devastar, segons l'historiador Jordanes, però el rei ostrogot Teodoric el Gran, sorprès per la importància de la seva posició, la va aixecar de nou i hi va construir un palau reial i unes noves fortificacions, i es va convertir en una de les millors places fortes dels ostrogots al nord d'Itàlia on es van dipositar els tresors reials i altres objectes valuosos durant la guerra gòtica. Es va oposar llargament als longobards capitanejats per Alboí, que només la va poder ocupar després d'un setge de més de tres anys, l'any 570. Els reis longobards la van convertir en la seva residència i la capital del seu regne, posició que va mantenir fins al 774, quan Desideri d'Ístria, el darrer rei, la va rendir a Carlemany després d'un setge de 15 mesos. Des de llavors es va convertir en una ciutat de província. En aquells temps ja se l'anomenava Pàpia, de la que va derivar Pavia. Pau Diaca l'anomena "Ticinus quae alio nonmine Papia appellatur" (Ticinius, que per altre nom s'anomena Papia), i el geògraf Anònim de Ravenna, l'anomena de la mateixa manera, però semblen pensar que el nom ve del Papa. Es creu que com a municipi romà els habitants de Ticinum pertanyien a la tribu papiana i que aquesta tribu va donar el nom a la ciutat. Ticinum era la Civitas Papia i Mediolanum era la Civitas Ufentina, pel nom de les tribus a què pertanyien.